# Hochsträß

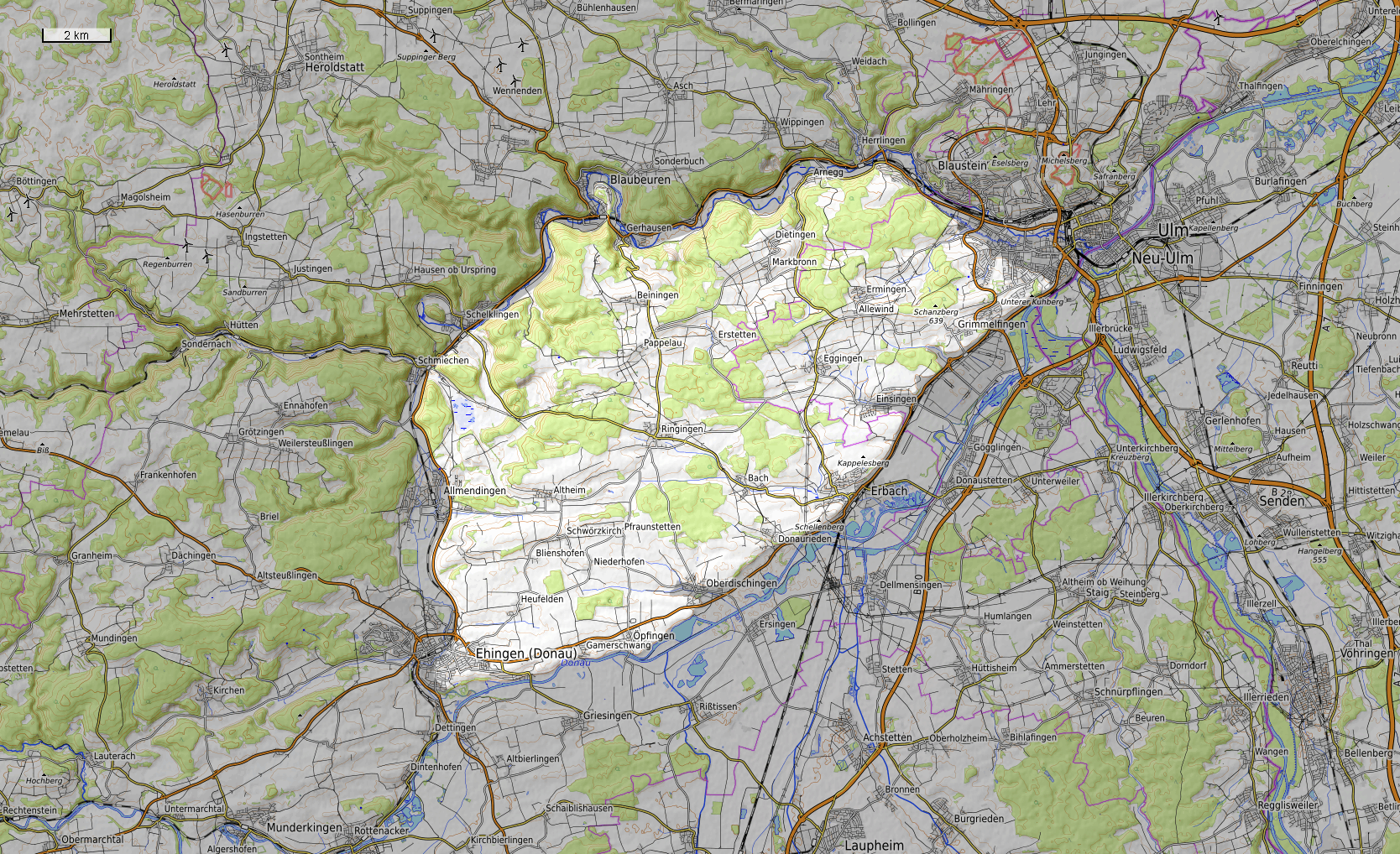
Topographische Karte des Hochsträß (Umgebung abgedunkelt)

Das Hochsträß ist eine Hochfläche am südlichen Rand der Schwäbischen Alb im Alb-Donau-Kreis bei Ulm. Im Norden und Westen wird diese Hochfläche durch das Blau- und das Schmiechtal von der restlichen Alb abgegrenzt. Im Südosten bildet die Donau die Grenze zum Alpenvorland.
Eggingen, Einsingen, Ermingen und  Grimmelfingen sind Stadtteile von Ulm auf dem Hochsträß.

## Geologie
Im Gegensatz zur übrigen Alb ist das Hochsträß nicht überwiegend aus Kalkstein des Weißjura aufgebaut, sondern vor allem aus den deutlich jüngeren Ablagerungen des Tertiärs. Das Hochsträß hat somit geologisch schon eine relativ enge Beziehung zum Alpenvorland. Weißjura-Kalk- und -Mergelsteine stehen nur im Nordwesten der Hochfläche an. Die Gesteine, die den nordöstlichen Teil des Hochsträß vorwiegend aufbauen, werden unter der lithostratigraphischen Bezeichnung Untere Süßwassermolasse zusammengefasst. Diese Schichtenfolge kann weiter untergliedert werden in die oberoligozänen Ehinger Schichten und die untermiozänen Ulmer Schichten.

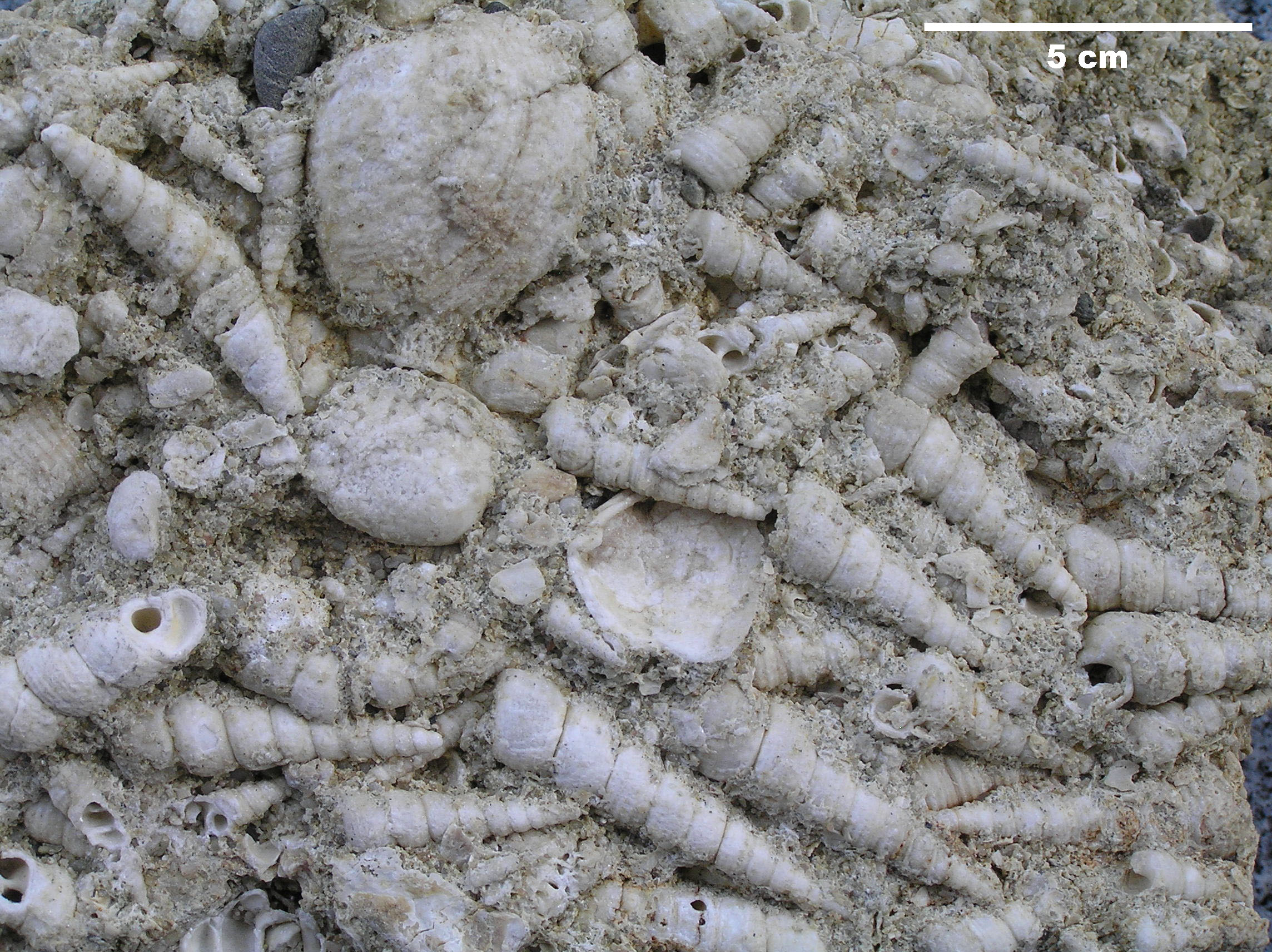
Turritellenkalk von der Erminger Turritellenplatte

Auf der Unteren Süßwassermolasse sind lokal noch Reste der Oberen Meeresmolasse erhalten. Sie sind das Resultat einer Meerestransgression im weiteren Verlauf des unteren Miozäns. Einer dieser Erosionsreste ist die „Erminger Turritellenplatte“ in der Gemarkung Ulm-Ermingen, die sich durch ihren Reichtum an Fossilien wirbelloser Meerestiere (überwiegend Schalen bzw. Gehäuse von Weichtieren) auszeichnet.
Spätestens ab dem oberen Miozän überwog in der Region die Erosion die Sedimentation. Aber schon im ausgehenden Untermiozän schnitt sich ein Vorgängerfluss der Urdonau tief in die bis dahin abgelagerten tertiären Schichten ein. Dieses anschließend, nach einer erneuten Transgression, wieder mit Sedimenten aufgefüllte Flusstal wird Graupensandrinne genannt. Die entsprechenden Ablagerungen werden als Grimmelfinger Schichten und Kirchberger Schichten bezeichnet und bauen den südlichen Teil des Hochsträß auf. Grimmelfingen, die Typlokalität der Grimmelfinger Schichten, liegt am Südrand des Hochsträß. 
Während der Riß-Kaltzeit umfloss die Urdonau das Hochsträß nördlich und trennte es von der restlichen Alb. Schließlich fand die Donau ein Bett weiter südlich, das Urdonautal der Riß-Kaltzeit wird heute von Blau und Schmiech entwässert.